# Penitentiary II
 (juin 2011).
Si vous disposez d'ouvrages ou d'articles de référence ou si vous connaissez des sites web de qualité traitant du thème abordé ici, merci de compléter l'article en donnant les références utiles à sa vérifiabilité et en les liant à la section « Notes et références ».
Série
Penitentiary
(1979) Penitentiary III
(1987)
Pour plus de détails, voir Fiche technique et Distribution.
Penitentiary 2 est un film américain réalisé par Jamaa Fanaka sorti en 1982. Il s'agit du deuxième volet d'une série initiée par Penitentiary (1979) et poursuivie par Penitentiary III (1987).

## Synopsis
Martel « Too sweet » Gordone a obtenu une libération conditionnelle en remportant un tournoi de boxe en prison. Une condition de sa libération est qu'il travaille pour un promoteur de boxe. Gordone n'a aucun intérêt pour la boxe et veut vivre paisiblement, avec sa sœur et son beau-frère qui soutiennent son désir de prendre un nouveau départ.
Mais un ancien ennemi de prison s'échappe et tue l'amoureuse de Martel, qui décide alors de revenir sur le ring.

## Distribution
- Leon Isaac Kennedy (en) : Martel « Too Sweet » Gordone
- Peggy Blow : Ellen Johnson, sœur de Martel
- Stan Kamber : Sam Cunningham
- Mr. T : lui-même (entraîneur de Martel)
- Malik Carter : Hezzikia « Seldom Seen » Jackson
- Eugenia Wright : Clarisse, petite amie de Martel
- Ernie Hudson : « Half Dead »
- Donovan Womack : Jesse « The Bull » Amos
- Glynn Turman : Charles Johnson, mari d'Ellen
- Tony Cox : le nain (crédité : Joe Anthony Cox)
- Ren Woods : Nikki
- Archie Moore : lui-même
- Dennis Lipscomb (en) : l'annonceur
- Rudy Ray Moore : l'époux
- Hawthorne James (en) : le premier arbitre
- Allan Graf (en) : le deuxième arbitre
- Cepheus Jaxon : « Do Dirty »
- Marvin Jones : « Simp »
- Sephton Moody : Charles Johnson Junior
- Gerald Berns : Beau Flynn, champion du monde des poids mi-lourds

À noter que plusieurs personnages de Penitentiary ont été interprétés par d'autres acteurs dans ce second volet ; en particulier, Ernie Hudson reprend le rôle de « Half Dead » précédemment interprété par Badja Djola (malgré la piètre ressemblance entre les deux acteurs), et Malik Carter reprend le rôle de « Seldom Seen » précédemment interprété par Floyd Chatman. Mr. T, qui venait tout juste de jouer le rôle de Clubber Lang dans Rocky III (film qui allait propulser sa célébrité mais qui n'était pas encore sorti), est censé jouer son propre rôle en tant qu'entraîneur de Martel.